# PADI Open Water Diver
 (avril 2023).
PADI Open Water Diver est une certification délivrée par l'organisation de plongée sous-marine nord-américaine PADI. Elle certifie que le plongeur est capable de pratiquer la plongée en scaphandre autonome en plongeant avec un binôme de même niveau (ou supérieur) sans être supervisé par un professionnel (Dive Master ou Instructeur). La profondeur maximale recommandée  par PADI (d'autres limites sont prioritaires : réglementation nationale, locale) est de 18 mètres pour l'Open Water Diver.
En France, seules les certifications délivrées par la FFESSM, la FSGT, l'ANMP, le SNMP, l'UCPA et la CMAS sont reconnues par le Code du Sport. Pour les détenteurs de certifications issues d'autres organismes, la plongée reste possible en France au sein d'un établissement d'APS, après évaluation par le Directeur de Plongée des aptitudes de l'intéressé.

Système de formation PADI.

## Passerelles et équivalences
Une passerelle correspond à la possibilité d'acquérir un niveau considéré comme proche dans un organisme différent, moyennant la validation d'un certain nombre d'épreuves ou un complément de formation. Les règles de délivrance sont fixées par l'organisme cible.
- FFESSM - Passerelle vers le niveau 1 de la fédération française [1]
- ANMP - Passerelle vers le niveau 1 de l'ANMP [2]
- SNMP — Niveau 1 [réf. nécessaire]
- FSGT — Plongeur N1 [réf. nécessaire]
- IDEA - Open Water [réf. nécessaire]
- CMAS — Plongeur 1 étoile (pas d'équivalence en Belgique) [réf. nécessaire]
- ACUC Open Water Diver (Plongeur en eau libre) [réf. nécessaire]
- ADIP - Plongeur 1 étoile [réf. nécessaire]